# Óvalo de Kingston
El Óvalo de Kingston (en inglés: Kingston Oval) es el nombre que recibe un complejo multifuncional situado en la ciudad de Kingston, en la Isla de Norfolk un territorio dependiente de Australia. Actualmente se utiliza principalmente para la práctica de deportes como el críquet y, a veces para los partidos de fútbol.